# Ciro di Panopoli
Flavio Tauro Seleuco Ciro, meglio noto come Ciro di Panopoli (latino: Flavius Taurus Seleucus Cyrus; greco: Kyros Panopolites; Panopoli, ... – ...; fl. 426-460), è stato un politico, filosofo, poeta epico, amante delle arti e vescovo bizantino, di origine greca, che visse a Costantinopoli sotto il regno dell'imperatore Teodosio II e l'imperatrice Atenaide Eudocia.

## Biografia
Autore di panegirici ed epigrammi, Ciro entrò in contatto con Teodosio grazie all'intercessione di Eudocia. La sua carriera politica lo vide praefectus urbi di Costantinopoli nel 426: fu il primo prefetto ad emanare i suoi editti in greco, e fu protagonista di un programma di edificazione che fu il più imponente dai tempi di Costantino I, con l'introduzione dell'illuminazione pubblica, il restauro di edifici abbandonati e l'edificazione di una chiesa alla Madonna Theotókos, in una zona che dalla chiesa prese poi il nome. Con l'assistenza della coppia imperiale promosse l'ingrandimento del piccolo centro di studi della capitale voluto da Costantino: pur ammettendo l'insegnamento sia del greco che del latino, istituì cinque "cattedre" di greco e solo tre di latino. Tra il 439 e il 441 fu prefetto del pretorio d'Oriente, ruolo che tenne, cosa inconsueta, assieme alla prefettura della città; nel 441 ottenne l'onore del consolato sine collega.
Divenuto troppo influente, venne allontanato dalla politica per volere di Teodosio: alla gente che acclamava il prefetto avvicinandolo a Costantino come costruttore («Costantino costruì la città, ma Ciro l'ha ricostruita»), l'imperatore rispose mandando Ciro in esilio con l'accusa di "Ellenismo", vale a dire di simpatie per il paganesimo. Sebbene fosse stato sospettato di essere un pagano (Panopoli era un centro della cultura greca e pagana), Ciro era un devoto cristiano, tanto che divenne poi prete. Teodosio lo elevò allora al rango di vescovo di Cotieo, in Frigia: è possibile che la scelta non fosse casuale, in quanto i cittadini di questa località avevano ucciso già quattro vescovi. Ciro giunse in città in occasione del Natale (tra il 440 e il 450): i sospetti di simpatie pagane dovevano ancora seguirlo, se gli venne richiesto un sermone allo scopo di verificarne l'ortodossia.
Tornò alla vita secolare solo dopo la morte di Teodosio, nel 450, e si ristabilì a Costantinopoli: fu perdonato e la sua fortuna gli fu restituita, cosa che gli permise di fare donazioni caritatevoli fino alla sua morte, avvenuta durante il regno di Leone I (460 circa). In quel periodo strinse amicizia con Daniele lo Stilita, il quale liberò le due figlie di Ciro da una possessione diabolica.